# الحياة السياسية في إسبانيا خلال فترة الوصاية على إيزابيل الثانية

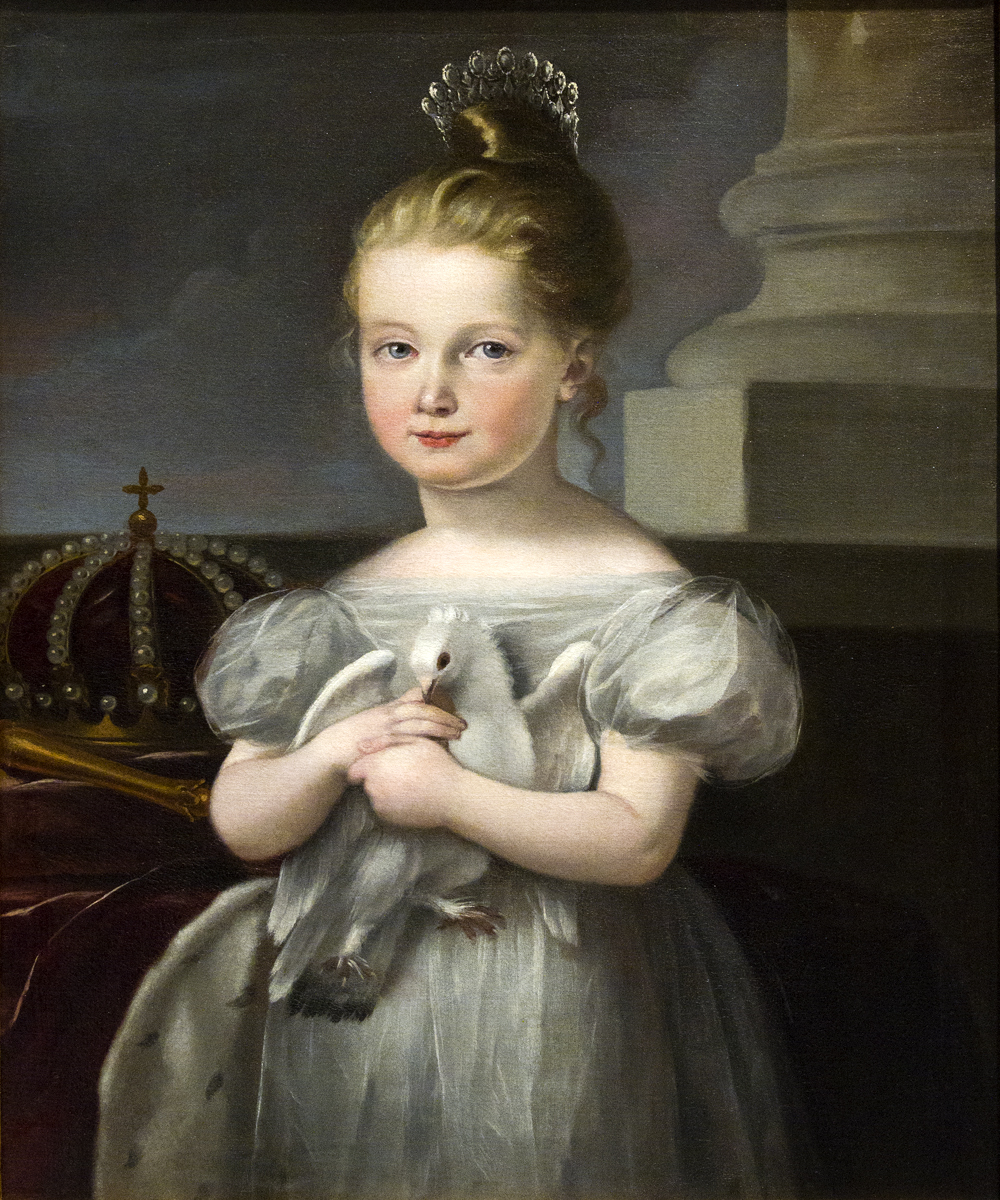
صوره للملكة إيزابيل الثانية وهي طفلة.

أعتلت الملكة الملكة إيزابيل الثانية عرش إسبانيا وهي لازالت طفلة صغيرة، هذه الفترة التاريخية التي مرت بها إسبانيا بعد وفاة والدها الملك فيرناندو السابع, حيث كانت تحت وصية والدتها الملكة ماريا كريستينا دي بوربون ثم الجنرال بالدوميرو اسبارتيرو، وبعد مرور عشره أعوام تجاوزت السن القانوني وتولت الحكم بدايةً من 19 سبتمبر 1833 حتى 23 يوليو 1843. بعد وفاة الملك فرديناند السابع تولت زوجته الملكة ماريا كريستيانا على الفور في 29 من سبتمبر عام 1833 شئون الوصاية الخاصة بابنتها إيزابيلا الثانية، حيث اعتمدت سياسة مختلفة في الحكم عن الملك الراحل فرديناند، فاصبح من المتوقع تغير بعض من النُظم الأجتماعية لتُصبح مماثلة للنظام الليبرالي المُتبع في بعض البلدان الأوروبية. حيث نشبت الحرب الأهلية المعروفة باسم الحرب الكارلسية بين مؤيدي كارلوس ماريا ايسيدرو دي بوربون من جهة ومؤيدي النظام الليبرالي من جهة أخرى، حتي بلغت ذروتها ونتج عنها تولي الجنرال بالدوميرو اسبارتيرو مهمة الوصاية على ولي العرش الصغيرة إيزابيل الثانية في وقت ملئ بالاضطرابات الأجتماعيه والسياسية.

## الأوضاع السياسية في أوروبا
بدأ ويليام الرابع بإحداث تغيرات جذرية في بريطانيا العظمى، حيث شملت هذه التغيرات الليبرالية البرلمان الذي يُعتبر المحرك الرئيسي للحياه السياسية في البلاد. بعد هزيمة إسبانيا في معركة طرف الغار عام 1805, بدأت التوسعات البريطانية التي أصبحت فيما بعد الأمبراطورية البريطانية عام 1836 وبتولي الملكة فيكتوريا الخامسة العرش، حيث أقرّت النظام الديموقراطي الذي لا رجعه فيه. وبعد فشل التحالف المقدس في أوروبا، تخلصت فرنسا عام 1830من النظام الأستبدادي بإسقاط الملك شارل العاشر. وأنشأت نظام ملكي دستوري برأسه لويس فيليب الأول، وفي عهده تم دعم الثورة الصناعية وتولت الطبقة البرجوازيه زمام الأمور الأقتصاديه في البلاد. كما توالت الأنظمة الأستبداديه في السقوط في كلا من بروسيا وروسيا والنمسا، حيث ظهرت أولى مظاهر الوحدة في النظام الجمركي المُوحد في ألمانيا والتي دعمها الليبراليين، على الرغم من نجاحها المحدود في المجال الأقتصادي واللجوء إلى التجارة الحرة عبر الحدود المفتوحة من أجل تحقيق تقدم صناعي في المجتمع الجديد.

## وِصايه الملكة ماريا كريستينا

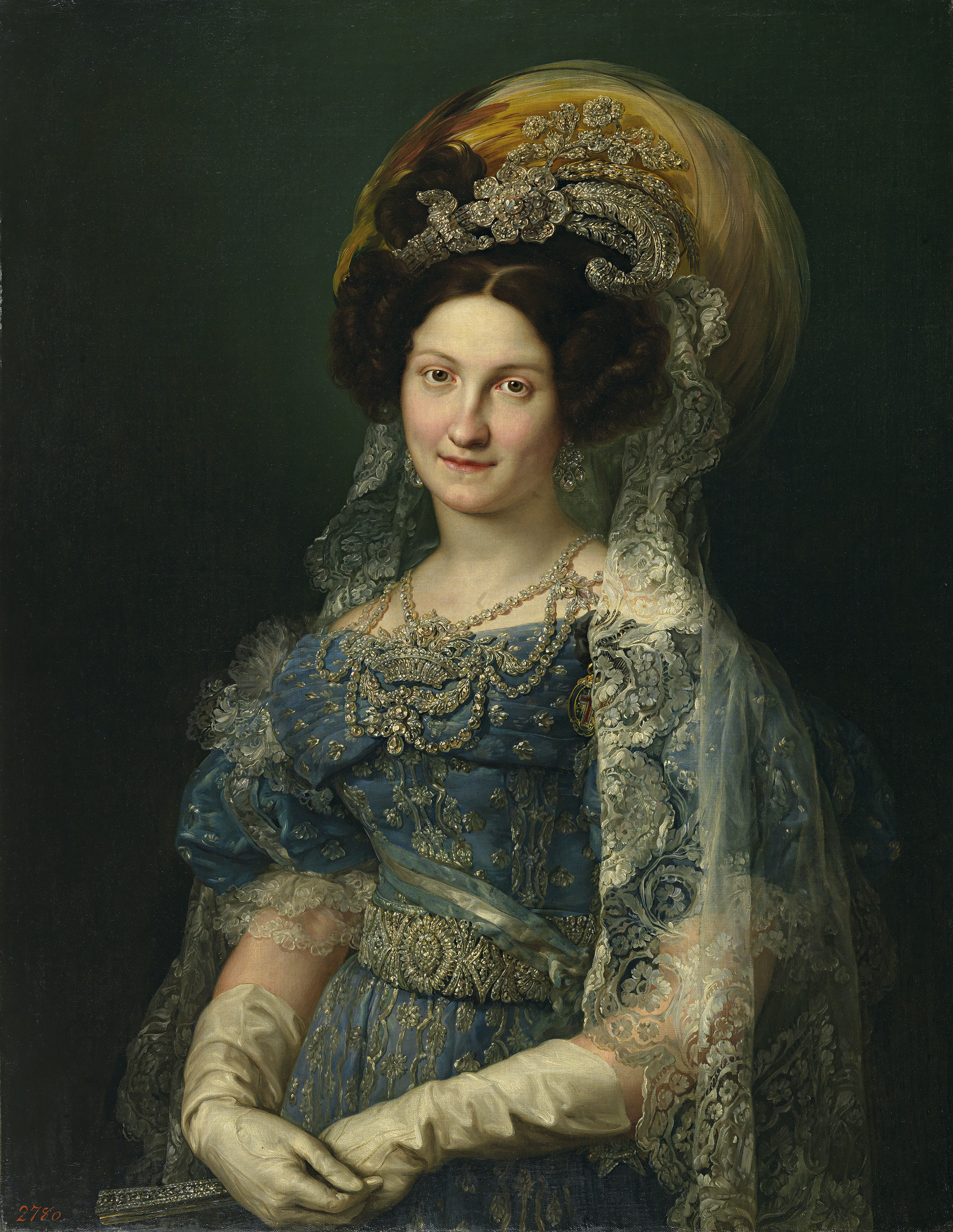
الملكة ماريا كريستينا دي بوربون, صوره بواسطة بيسنتي لوبيز.

ماريا كريستينا دي بوربون تولت الوصاية على ابنتها الأميرة إيزابيلا الثانية بتاييد من السلطات الشرعية في البلاد، والتي وجدتها رافضه بالإجماع للحكم الأستبدادي السابق لهم. وكان ضمن أول قرارتها إصدار مرسوم عفو عام يشمل جميع المعتقليين السياسيين ويسمح بخروجهم من السجون وكذلك رجوع من كان منهم في المنفى، بالاضافه إلى إعاده فتح الجامعات وتطبيق سياسه أكثر توافق في هذه الفترة. كما أنشأت وزاره للأشغال العامة من أجل الدفع بعمليه التغير الشامل في البنية التحتيه والتي كانت تعاني من تدهور كبير في السابق في عهد فرديناند السابع بالمقارنة مع فرنسا وبريطانيا في عصر الثورة الصناعية.

### الخلاف على الولاية
في عهد الملك فيليب الخامس ملك إسبانيا أصدر مرسوم ملكي بإستبعاد النساء من تولي الخلافة بموجب قانون ساليك، ولكن هذا القانون أوقفه الملك كارلوس الرابع عام 1789. نتيجه قانون العقوبه البراجماتيه الذي صدر في 29 من مارس 1830 قام الملك فيرناندو السابع بإلغاء هذا القانون، ومع ذلك طالب شقيقه الدون كارلوس بحقه في ولاية عرش إسبانيا من بعده، إلا ان فيرناندو كان له رؤية أخرى من أجل تولي ابنته إيزابيلا عرش البلاد من بعده والتي ستصبح تحت وصاية زوجته ماريا كريستينا، كما أمر بنفي شقيقه كارلوس. وقبل وفاة الملك فيرناندو تمكن من فصل أنصار شقيقه الموجودين في الجيش كما حصل على دعم من فرنسا وبريطانيا، ومع ذلك تمكن شقيقه كارلوس من اعتلاء عرش إسباينا في 1اكتوبر عام 1833 ولُقب بـ كارلوس الخامس، وذلك بدعم صريح من ولي عهد البرتغال وتغاضي كلاً من بروسيا وروسيا والنمسا. ولكن سُرعان ما غزت القوات الأسبانيه البرتغال بدعم من إنجلترا بهدف معاقبة الأمير كارليزم ولي عهد البرتغال جراء مساعدته لكارلوس الذي تم نفيه إلى بريطانيا ولكنه هرب منها عام 1834 وتنقل ما بين نافارا وإقليم الباسك حتي رجع مره أخرى ليقود ثورة ضد النظام الحاكم.

#### تشكيل مجلس الوزراء الأول
في عام 1832 تم تعيين برموديز سيا فرانسيسكو رئيساً لمجلس الوزراء، والذي ينتمي إلى تيار اليمين المعتدل، حيث شرعوا في تطبيق بعض الأصلاحات الأداريه المؤقتة على الرغم من عدم امتلاكها القدرة على تسهيل دمج بعض الليبرالين أو العناصر القديمة البارز من أجل تحقيق التنمية الأقتصاديه والنظام السياسي المنشوده.

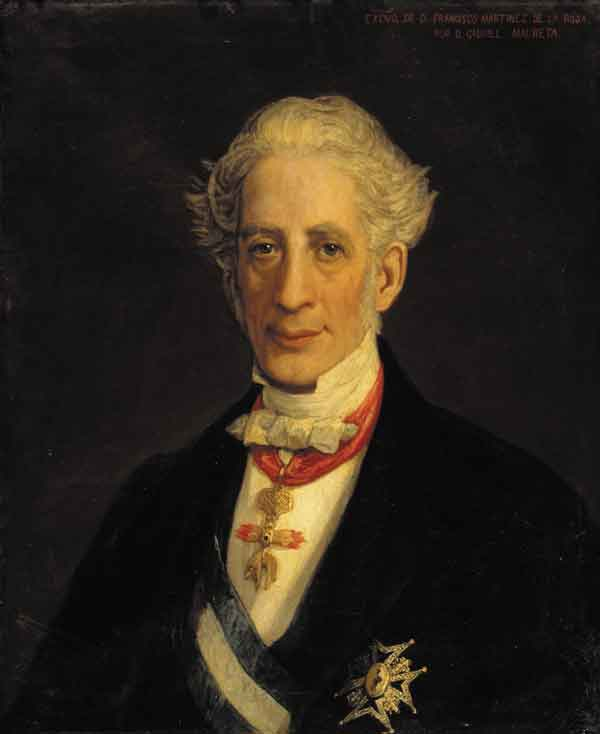
فرانسيسكو مارتينيز دي لا روسا, لوحة تذكاريه في متحف أتينيو في مدريد.

ومن أبرز الأصلاحات التي قام بها برموديز سيا فرانسيسكو هي إعادة التقسيم الإداري لإسبانيا، وهذه الفكرة التي دعا إليها وزير الأشغال خابيير دي بورجوس [الإنجليزية] من أجل تحسين نظام الأداره، هذا النظام لازال موجود حتي الآن مع إضافة بعض التعديلات. ولكن نتيجته عدم التوافق بين النظام السياسي والأقتصادي الليبرالي وبين الحكومة، فقامت الواصية الملكة ماريا كريستينا دي بوربون بعزل برموديز سيا فرانسيسكو من منصبه وتعيين مارتينيز دي لا روسا رئيساً للوزراء بدلاً منه في يناير 1834. حيث كان من نصيب رئيس الوزراء الجديد مواجهه الحرب الكارلسيه الأولى التي أثارها أنصار الزعيم كارلوس الخامس خاصه في نافارا وإقليم الباسك وكاتالونيا وأراغون.
بعد عوده مارتينيز دي لا روسا من المنفى وتوليه مهام رئاسه الحكومة حاول بموجب ميثاق ملكي عام 1834 بإقصاء بعض رجال الأكليريس أو رجال الدين وتعميم الفكر الليبرالي في الحكومة مع الحفاظ على العناصر المعتدله من مؤيدين النظام السابق، واصبحت الرؤية غير واضحه إذا ما كانت السيادة في يد الملك أو بيد البرلمان. وبهذا التوازن السياسي المُفترض تم إلغاء نظام التعيين لإرضاء جميع الأطراف. وفي الوقت ذاته عانى النظام الكثير من الدسائس ضد الفكر الليبرالي وانتهت بتفشي وباء الكوليرا الذي دمر البلاد من شمالها إلى جنوبها، وذاعت شائعات تزعُم بإن الكنيسة قامت بتسميم الأبار والقنوات التي تمد مدريد بالمياه، وعلى الفور قامت الحكومة بمداهمه الكنائس والأديره. وانتهى المطاف بفشل الحكومة في إداره البلاد وأستقاله مارتينيز دي لا روسا من منصبه في يونيو 1835.

### الضغط على الليبراليين
أنتفض الليبراليين حيث قاموا بحشد المظاهرات المعارضة في جميع أنحاء البلاد والتي تطور بعضها إلى مشاجرات عنيفه. اما الصحافة، فقد أظهرت هجوماً وأنتقادات واضحه ضد الحكومة وتأيدها لنظام ديموقراطي يضمن صلاحيات أكبر للبرلمان. وبنأً على ذلك قامت الواصية الملكة ماريا كريستينا دي بوربون بتكليف خوسى ماريا كيبو دي يانو [الإنجليزية] بتشكيل الوزارة، ولكنه استقال من منصبه بعد مرور ثلاثه أشهر بسبب الأشتباكات العنيفه التي أندلعت في برشلونة والتي تبعها العديد من الأنتفاضات الثوريه التي ظهرت في فتره حرب الأستقلال. وأنضمت هذه الثورات إلي الميليشيات الوطنية وسيطرت على عدد من المحافظات. كما أعلن الثوار مطالبهم للملكه الواصيه على العرش بزياده إمدادات الميليشيات الوطنية وحريه الصحافة وإعاده النظر في قانون الانتخابات الذي يسمح بتولي أفراد الأسرة المالكه المناصب والدعوة إلى إعاده عقد البرلمان.
وبذلك أصبحت الملكة كريستينا مضطره للرضوخ إلى مطالبهم وتسليم الحكومة للسيد خوان الباريس مينديزابال رغبهً منها في تخفيف من حده الأزمة والأستجابه لمطالبهم والتوصل إلى إتفاق مع الليبراليين. حيث تم حل اللجان الثوريه ودمجها في التنظيم الأداري للدوله، وذلك عن طريق المشاركة في المجالس الإقليميه من أجل تحقيق الأصلاحات الأقتصاديه والسياسيه المنشوده. كما حصل البرلمان على صلاحيات إستثنائيه من أجل القيام ببعض الأصلاحات التي احدثت تغيراً جوهرياً في النظام المالي والضريبي رغبه في إنشاء نظام قوي قادر على الوفاء بإلتزماته، حيث حصل على بعض القروض والأئتمنات الجديدة بالأضافه إلى مصارده جميع أملاك الكنيسة الكاثوليكية، وكل ذلك بهدف توفير بعض السلع المطلوبة.

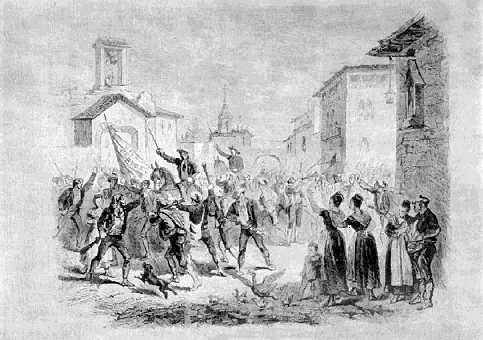
الحرب الكارلسيه التي أندلعت معارضة طوال فتره الوصاية على العرش مما زاد من أعباء الحكومة الليبرالية. الرسم للقائد كارلوس الخامس في نافارا عام 1833.

كان من ضمن الإجرأت التي كان ينوي مينديزابال تنفيذها هي إعاده هيكلة الجيش وكان أول ما قام به هو تغير بعض القيادات العليا التي تتسم بالرجعية والتعصب.
وعلى الرغم من زياده عدد أفراد الجيش إلى 75.000 جندي وامداده بما يقرب من 20 مليون بيسيتا اثناء الحرب الكارلسيه الأولى، إلا ان ذلك لم يرضِ الملكة الام الواصيه على العرش والتي بسببها خسر الجيش العديد من قواته. وبعد حمله تشويه كبيره تعرض لها مينديزابال عُزل من منصبه وتم تعيين فرنسيسكو خافيير دي استوريز خلفاً له، أحد التقدميين الذين عادوا من المنفي ولكنه كان ذو نظره أكثر اعتدالا تتعارض بعض الشئ مع عمليه العلمنة، وكان من المقربين للملكه الواصيه على العرش. بعد حل البرلمان رغبه في إعطاء شرعية أكبر للمواثيق الملكية، ولكن فجأه توقفت تلك الطموحات بعد تمرد جراجا دي سان إلديفونسو [الإنجليزية] والتي أطاحت باستوريز في 14 أغسطس 1836 بعد ثلاثه أشهر فقط من تعينه وأجبرت الملكة الواصيه على إعاده دستور 1812.
قام رئيس الوزراء الجديد خوسيه ماريا كالاترافا بتعيين مينديزابال وزيراً للماليه، وبذلك استمر نظام تخفيض الضرائب وتحديد نسبه الضرائب الجزئية المفروضه. وبذلك أستطاع كالاترافا تنظيم الحياة السياسية الأجتماعيه بأصداره أول مرسوم ملكي يسمح بحريه الصحافة، ولكن الأهم من ذلك هو تكليفه بإصدار دستور 1837 بموجب مرسوم ملكي بعد قرار الملكة الام الواصيه على بتطبيق دستور 1812 أثناء تمرد جانجا دي سان إلديفونسو.

#### دستور 1837
بعد فتره من النقاش والجدل حول قبول الميثاق الملكي في 1834 الخاص بتوسيع صلاحيات الملك وتقليص دور البرلمان، تم التوصل الإجماع شبه كامل على ضروره إصدار دستور 1837 رغبةً في احتواء الموقف والتغلب على الجدل القائم بين الليبراليين وتيار الوسط بسبب مسأله السيادة الوطنية. أصدرت السلطة التشريعية نصاً مختصراً وصريحاً يُحدد اختصاصات كل سلطه، أّقرّت بأن يكون هناك نظام مجلس النواب ومجلس الشيوخ بجانب الملك الذي بيده إحلال كلاهما بالأضافه إلى إعطاه بعض صلاحيات رئيس الدولة والسلطة التنفيذية، وبعد كثير من التحايل فوضت له مهام رئاسه مجلس الوزراء وصلاحيه إحلال الدوائر. كما أعلن حرية الصحافة والانتخاب وبعض الحقوق الفردية، على الرغم من كونها بعيده عن حقوق الإنسان والمواطن، إلا انها أبدت توافق واضح مع الميثاق الملكي.

### الحرب الكارلية على ابواب مدريد
بعد صياغه الدستور اتجه الثوار الكارلسيون، أنصار الزعيم كارلوس ماريا إيسدرو شقيق الملك الراحلفيرناندو السابع، إلى مدينه شقوبية حيث كانوا علي مقربه من العاصمة مدريد.

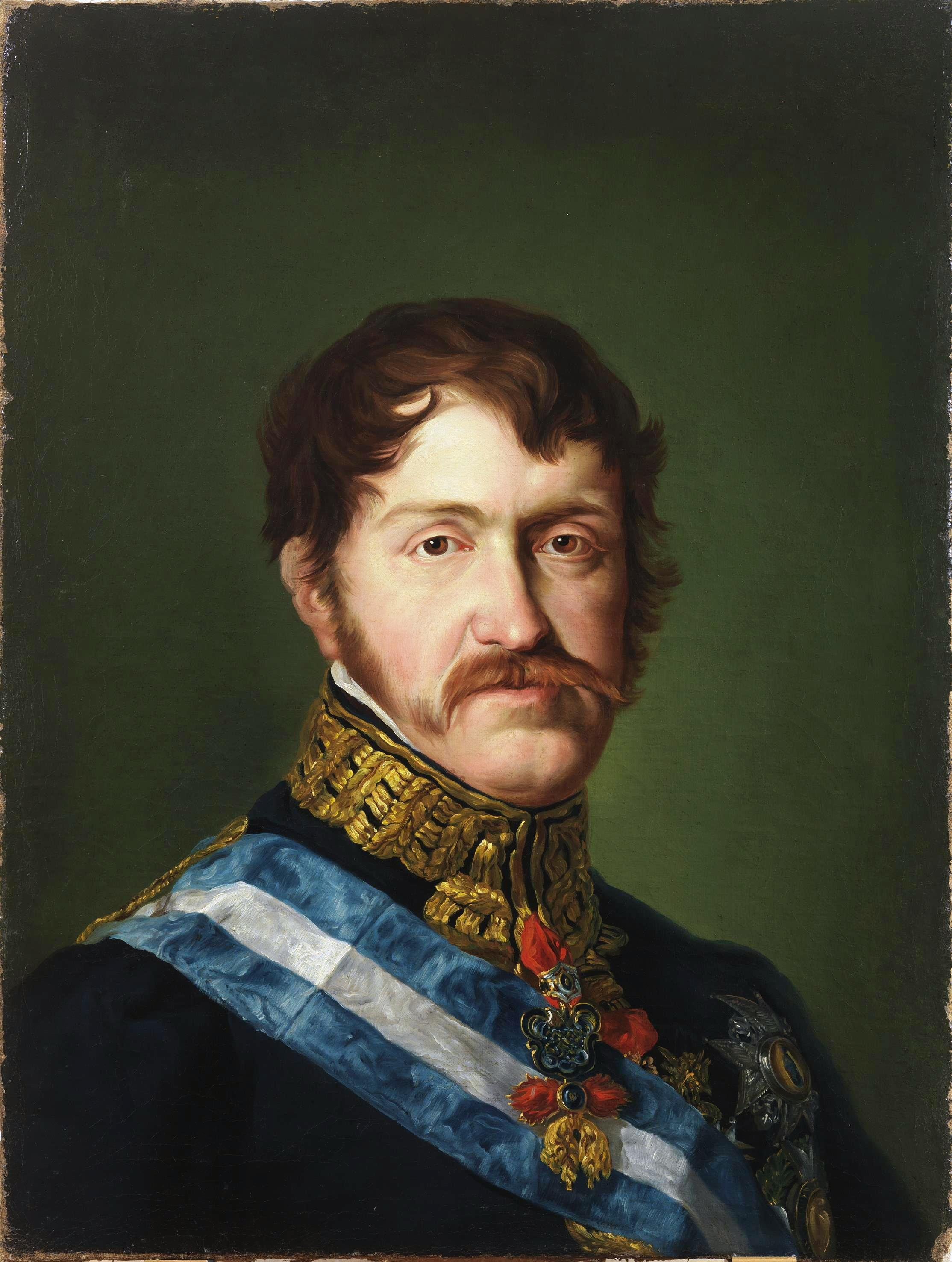
الزعيم كارلوس ماريا إيسيدرو.

بدات الحرب الكارلسيه الأولى منذ عام 1833 بعد نفي الزعيم كارلوس الخامس وحرمانه من ولايه العرش بعد وفاه اخيه الملك فيرناندو السابع، وكانت ضد أنصار الملكة كريستينا الواصيه على العرش، ثم زاد نفوذهم في البلاد وخصوصا في إقليم الباسك وكاتالونيا ونافارا، بتأييد ما يقرب من الـ70.000 رجلاً، وكان عدد المسلحين منهم أقل بكثير مما وصلوا إليه بعد ذلك. في ذلك الوقت عينت السلطات في مقاطعه الأفا وبيسكايا (في إقليم الباسك) الجينيرال توماس زومالاكاريجي [الإنجليزية] قائداً للجيش في ال 4 من نوفمبر عام 1833, ومن جهه أخرى كان عدد الجيوش المؤيده من أنصار الملكة كريستينا لا يتجاوز ال 115.000 رجلاً، منهم 50.000 رجل مُسلح ومُدرب على القتال. وكان عليها إعاده تعبئه هذه الجيوش وإمدادها بما يقرب من نصف مليون رجل لتحقيق الأنتصار المنشود على أنصار الزعيم كارلوس, الذي هرب من منفاه في إنجلترا وانتقل بين نافارا وإقليم الباسك واتخد من مقاطعه إستيا (في نافارا) مقراً له.
بعد عدد من الأنتصارات الأولية للقائد زومالاكاريجي على أنصار الملكة كريستينا, إلا انه تعرض للهزيمه في معركه ميننديس [الإنجليزية] في 14 من ديسمبر 1834 مما اضطره للتراجع، ولكنه عاد مره أخرى أقوى في ربيع 1835 حيث أجبر هم على التراجع إلى ما وراء نهر إبرو. وأثناء حصار مدينة بيلباو (مقاطعه في إقليم الباسك) في ال15 من يونيو من العام نفسه تعرض القائد زومالاكاريجي لأصابات قاتله مات على أثرها بعد عده أيام. وما لبث أن قام القائد فيرنانديس دي كوردوفا [الإنجليزية] من إقصاء الكارلسيين حتى الشمال ومحاصرتهم وتمكن من السيطرة على بعض المدن الكبرى.
أدى موت القائد الكارلسي زومالاكاريجي إلى انتظام الصفوف في الجهة الأخرى بإستثناء الغارة التي شنها الكارلسيون بالقرب من مدريد عام 1837. كان الجنرال
بالدوميرو إسبارتيرو هو القائد الأعلى للقوات المواليه الملكة ماريا كريستينا دي بوربون في ذلك الوقت، حيث سعى لإحتواء الموقف حتى لا تصل الأمور إلى ذروتها في مدريد، وقام بعقد اتفاقية فيرغارا مع القائد الكارلي رافائل ماروتو [الإنجليزية] في 29 من أغسطس 1839 والتي عُرفت ياسم صُلح فيرغارا.

#### أزمه الحكومة
بعيداً عن الصراع مع الثوار الكارلسيين من جهه وضعف الأحزاب السياسية من جهه أخرى، كان هناك خلافاً حكومياً بين بعد أحداث كالاترافا (فالنسيا), مما أدى إلى تغيير ثلاث رؤساء للحكومة من التيار الوسط وليس الليبرالي في أقل من عام.
كان ازارا أوسيبيو برداخي [الإنجليزية] هو أول من تولي مهام رئاسه الوزراء بعد تنازل إسبارتيرو من أجل مواصله حملتة العسكرية ضد الكارلسيين، والذي أكتسب مزيد من الأحترام بعد تخليه هو وجنوده عن نافارا من اجل حمايه العاصمة مدريد من هجمات القوات الكارلسيه عليها بقياده الجنرال خوان انتونيو دي ساراتيجي [الإنجليزية] , وانتصاره عليه، ولكنه قدم أستقالته لأعتراضه على موقف الملكة الام الواصيه بسبب محاولتها بشتى الطُرق كسب تعاطف الناس من أجل إسبارتيرو. ثم جاء بعده ناريسكو دي إيريديا ومن بعده بيرناردينو فيرناندس دي بيلاسكو.
في التاسع من ديسمبر عام 1838 تولى إيفاريستو بيريز دي كاسترو [الإنجليزية] الحكومة وأنشئ عدة تغيرات في الحكومات المحلية التي أعطت صلاحيات وتدخلات أكبر للحكومة كما سعى لإصلاح العلاقات المتوتره منذ عهد فيرناندو السابع بين البلاط الأسباني والفاتيكان. ولكن جائت نتيجه هذه الأصلاحات المحلية بالسلب عليه في المدن الكبرى وكانت سبب الإطاحة به في انتخابات 1839, حيث حقق التيار الوسط نجاح ساحق خاصه في مدريد والمناطق الجنوبية من شبه الجزيرة الأيبرية.

### سقوط الوصاية
أصبحت الواصية على العرش الملكة ماريا كريستينا دي بوربون على يقين بإن الحكومة تعاني من ازمه خطيرة. كما رفض الليبراليون الأصلاحات التي تمت في دستور 1837، وسيطر التقدميون على معظم البلاد، في حين ان الحرب بين الحكومة والكارلوسيين كانت مستمره في الشمال. لذلك أنتقلت الملكة الواصيه علي العرش وابنتها إيزابيل الثانية  إلى برشلونة عام 1840 بحجه سفرها لعلاج ابنتها من أحد المراض الجلديه، وهناك التقت بالجينيرال إسبارتو, حيث رأت ان الناس كانت تعتبره هو الأنسب للرئاسة الحكومة، وعرضت عليه هذا المنصب، وطالبها الجينيرال بحل مجلس الوزراء وإلغاء القانون الصادر للتدخل في شئون المجالس المحلية. حيث أعطته الملكة حريه التصرف في إنشاء الحكومة الجديدة، كما ألغت قانون التدخل في شئون المحليات على، ومع ذلك قدم إسبارتو استقالته في ال15 من يونيو من نفس العام.
وفي مدريد وبرشلونة إندلعت مشادات بين تيار الوسط المعتدلين والتقدميين وبين انصار الملكة كريستينا والجنرال إسبارتو. في هذه الحالة وجدت الملكة كريستينا انه لا يوجد جدوى من البقاء في برشلونة خاصه في وجود التقدميين كما أنها لم تجد الدعم الذي توقعته من الطبقة البرجوازيه هنا، لذلك فكرت في السفر إلى فالنسيا. ومن جهه أخرى تظاهر إسبارتو بتايده للملكه كريستينا, وفي ال22 من يوليو أصدر قراراً بحِصار برشلونة، ثم قام بالتراجع عن هذا القرار في 26 من أغسطس عندما تيقن من أمتلاكه القوة والدعم الكافي من الجيش لتولي الوصاية. اندلعت الثورة الليبرالية مع بدايه شهر سبتمبر من نفس العام، حيث قام عمده مدريد بطلب المساعدة والدعم من جميع البلديات المجاورة. ومن جانبه رفض إيسبارتو الانصياع لطلبات الملكة الواصيه لقبول طلبات الثوار، حيث أصرّ على احترام الدستور وحل مجالس المحليات، وبدأ في التواصل مع كبار الموظفين في الدولة من أجل مساندته. ذلك بالأضافه لضغط المجالس المحلية والإقليمية وكسبه تأييد الشعب. في 14 من أكتوبر عام 1840 تمكن إسبارتو من إجبار الملكة ماريا كريستينا على التنازل عن الوصاية على العرش.

## صراع الأحزاب السياسية
كان الحزب التقدمي من أكثر المدافعين عن أهميه السيادة الوطنية للبرلمان، في مواجهة المراسيم الملكية، على الرغم من أن نيته لم تكن تهدف لإقامه جمهوريه. أما المعتدلون فقد لجئوا إلى تنظيم ميليشيات وطنية ضد الجيش. وعلى الصعيد الأقتصادي إستمرإر اعتمادهم على النظام الذي وضعه منديزابال وفلوريس إسيرادا, وإلغاء التجارة المفتوحة والحرة، كما تم إلغاء نظام وراثة الأبن الأكبر للحكم.
ومن جهه أخرى أظهر تيار المعتدلين الوسط تضامنه مع الليبراليين في فكره إلغاء النظام الملكي القديم. كان من بين صفوفهم بعض النبلاء والأرستقراطيين وكبار المسؤولين والمحامين وأعضاء المحكمة ورجال الدين. أعلنوا أن مفهوم السيادة الوطنية المشتركة بين الملك والبرلمان بالأضافه لبعض الحقوق والأساليب القديمة المتفق عليها.
في عام 1849 تم تشكيل الحزب الديمقراطي، حيث كان أكثر طموحاً من التقدميين، والذي دعى إلى حق الأقتراع بينه وبين الأحزاب الأخى من التقدميين والمعتدلين للعمل في البرلمان، كما اعطى الصفة القانونية لمنظمات العمل الناشئة والتوزيع العادل للأراضي بين المزارعين وتغيير نظام مصادره الأراضي. بعد ذلك أنفصل الحزب الجمهوري عن الحزب الديموقراطي ودعى إلى إسقاط الملكية وتغيير النظام.

### وصاية إسبارتيرو

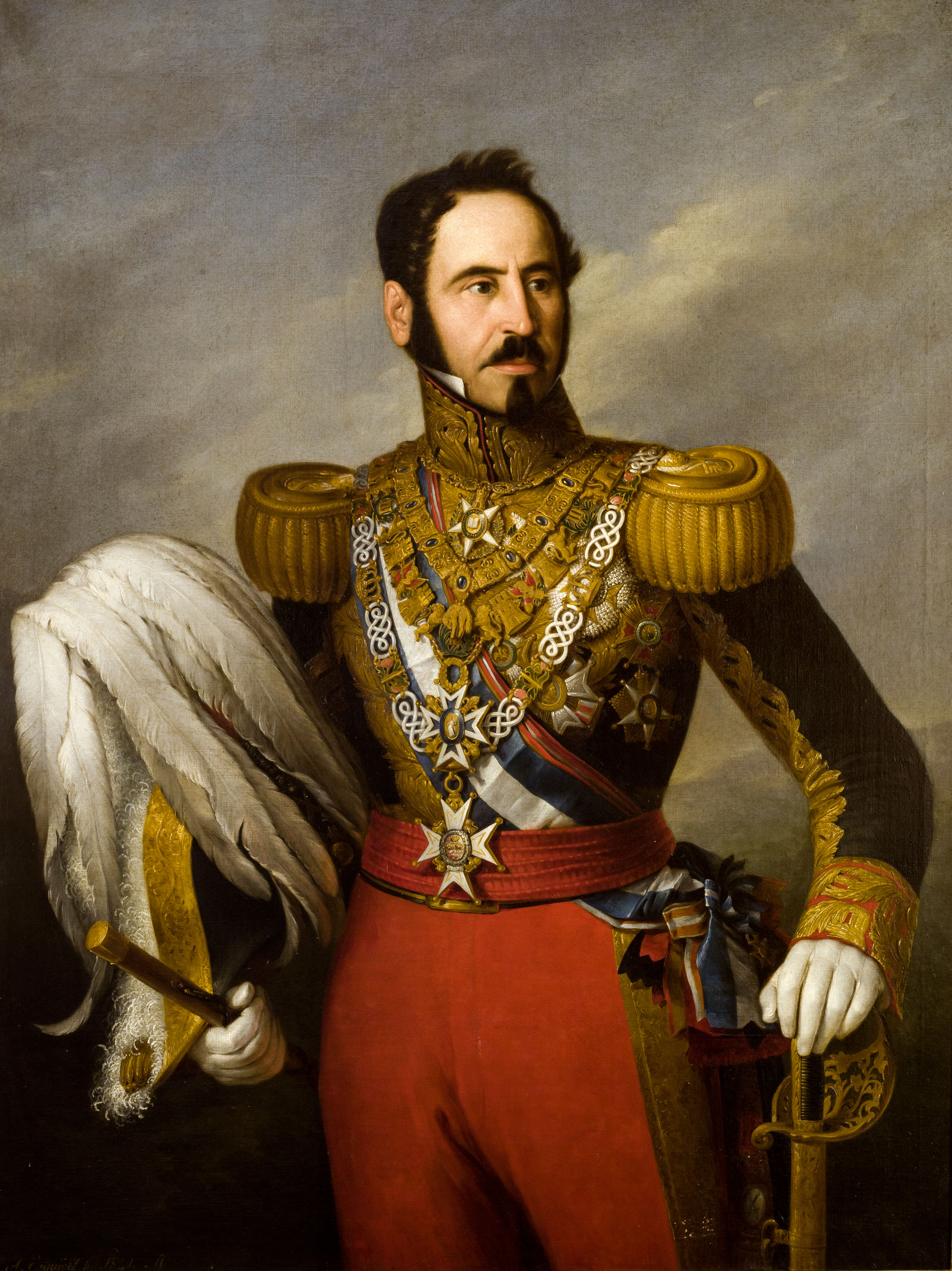
إسبارتيرو الواصى على العرش ورئيس الحكومة الإسبانية.

بعد الثورة الليبرالية في مدريد 1840 وافق البرلمان على مرسوم بتعيين الجنرال بالدوميرو إسبارتيرو واصياً على وريثة العرش الملكة الصغيرة إيزابيل الثانية واستمرت وصايته حتى عام 1443. ويرجع السبب في اختياره إلى أن القادة اللذين شاركوا في الحرب الكارلسيه يتمتعون بمكانه واحترام خاص بين الناس. وعندما حاول دخول مدريد أثناء ثوره الليبراليين حظي بتدعيم شعبي كبير مما أضطر الملكة الأم الواصية ماريا كريستينا دي بوربون التنازل عن الوصاية له في 21 أكتوبر. وعاشت ماريا كريستينا في المنفى في باريس. وبتولي إسبارتيرو مهمة الوصاية على عرش إسبانيا، كان هذه المرة الأولى التي يتولى فيها الحكم رجل عسكري، ولكن ما لبث أن تكرر ذلك كثيراً في علي مدار القرنين التاسع عشر والعشرين.
ومن جهه أخرى كانت الحكومة الجديدة معارضه لأفكار تيار الوسط المعتدلين الذي كان وقتها برئاسة السيد أودونيل ونارفيز. ونظراً لصعوبه الوصول للحكم مع هذا النظام لجئوا إلى طريق أسرع، ألا وهوالأنقلاب العسكري، حيث نسقوا هذا الأمر مع بعض القادة السابقين في الجيش.

### حكومة مُحاطة بالصراعات
في حقيقة الأمر، لم يمارس إسبارتيرو مهمته كواصي على العرش حتى 8 مايو 1841، وكان ذلك تحت إشراف البرلمان وجبه الأحاديه بقيادة السيدخواكين ماريا لوبيز [الإنجليزية]. وفي السابق كان البرلمان والحكومة هم ما يقوما بالوصاية على النحو الذي يحدده الدستور. حتى ذلك الوقت كانت الوصاية مؤقته، ومقسمه بين عدة أراء من التقدميين حول جعلها أحاديه أو من ثلاثة أفراد، وكان هناك هدف سياسي أخر بعيداً عن تطبيق القوانين الدستورية، حيث تألفت مجموعه ثلاثية من الليبراليين تخوفاً من زياده النفوذ العسكري لإسبارتيرو في حالة توليه الوصاية المطلقه.

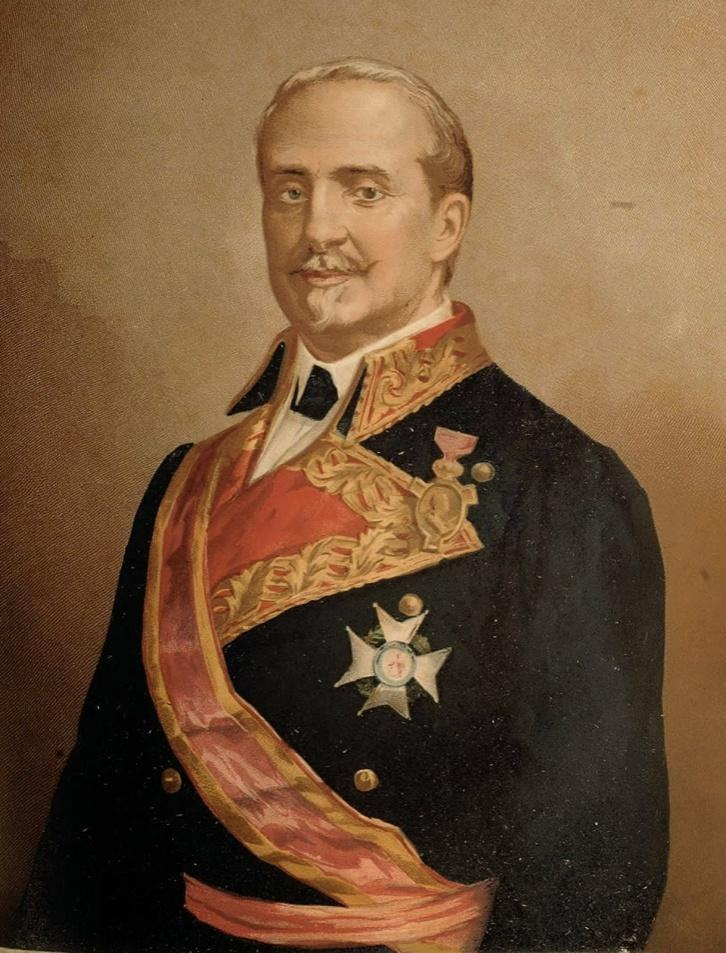
أودونيل.

كان إسبارتيرو محاط بعدد من القيادات المؤيده لشخصه أكثر من تأيدها للقضية الليبرالية في حد ذاتها، مما جعل بعض الطوائف تعترض على موقفه الأقرب إلى تحقيق ديكتاتورية عسكريه بدلاً من دعم العملية الديموقراطية. صدرت هذه التصريحات في أكتوبر 1841, بداية من تصريحات الجنيرال أودونيل في بامبلونا وأيضاً بعض الجنيرالات الأخرين في سرقسطة وإقليم الباسك، كما وقعت انتفاضات كثيره في معظم المدن الكبرى. في الواقع أن كل هذه الانقلابات العسكرية كان الهدف منها فقط توسيع النشاط السياسي لقادتها في ظل مجتمه ملئ بالدسائس والمؤامرات من أجل السُلطة. وعلى كل حال كانت النتيجة استققبالهم لدعم شعبي في عدد محدود من المناطق، ولكنه لم يؤثر بدرجه كبيره في تقليص مسؤليات الحكومة. كما تمت تهدئه بعض الانتفاضات عن طريق تسوية الخلافات مع قادتها، كما هو الحال مع القادة المعتدلين أوكا دي مونتيس وبورسو دي كارميناتي.
وبداية من يوليو 1842 مارس إسبارتيرو سلطة إستبداديه مُطلقة في البلاد، وعندما عارضته المجالس التشريعية أمر بحلها.
ومن جهه أخرى، كان هناك في برشلونة مجموعة من الأنتفاضات الشعبية في المدينة اعتراضاً على نظام التجارة الحرة وإجرأت الحماية الجمركيه. في تلك اللحظة تراجع الجيش وتخلى عن موضعه، حيث تمركز في قلعه مونتجويك (في برشلونة) ومنها قام بقصف المدينة في يوم 3 ديسمبر. وفي الوقت نفسه، كانت الملكة الشابة تعاني الكثير من المؤامرات والدسائس الداخلية في القصر، حيث قام إسبارتو بتعين عدد من الأفراد التابعين له القائمين على خدمتها مثل: الوصيفه أرغييس والكونتيسه مينا، وكذلك الحال مع الماركيزه سانتا كروز وإينيس دي بلاكي.

### نهاية حكم إسبارتيرو
تزايدت المعارضة على حكم إسبارتيرو خاصهً بعد تفجيرات برشلونة، بما في ذلك بعض رجاله المؤيدين له في السابق، من بينهم صديقه ورفيقه في الجيش الجنيرال خواكيين ماريا لوبيز [الإنجليزية], وأيضاً كان من بين صفوف المعارضين لحكم إسبارتيرو الديكتاتوري الجنيرال سالوستيانو أولوجازو ومانويل كورتينا.

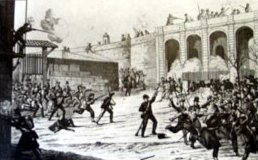
إنقلاب الليبراليين والتقدميين ضد إسبارتيرو, والذي أسفر عنه تفجيرات برشلونة.

وأسفرت الانتخابات التي أُجريت عام 1843 عن فوز السيد أولوجازو، ولكن ما لبث أن قام إسبارتيرو بالطعن فيها. وبعد ذلك تولي خواكين ماريا لوبيز الحكومة ولكن لم تستمر إلا عشره أيام فقط. ومن جهه أُخرى استطاع كلاً من أودونيل ونارفيز السيطرة على الجيش بالرغم من نفيهم خارج البلاد.
وفي الجنوب، تأمر تيار الوسط المعتدل والليبراليين في الأندلس من أجل قلب نظام الحكم، حيث تمكن نارفيز في ال11 من يونيو توفير السلاح بمساعد بعض القادة الأخرين. في 22 من يوليو ألتقت الجبه المعارضة وإسبارتيرو في مدينه توررون دي أردوس(مدينه في مدريد), وأنتشرت الفوضى والتمرد في جميع انجاء البلاد في كاتالونيا وفالنسيا وسرقسطة وجاليسيا. وتراجعت قوات إسبارتيرو، وفرّ هو إلى مدينة قادش ومن هناك استقل قارباً بريطانياً متجهاً إلى لندن.

## فترة من الفوضى

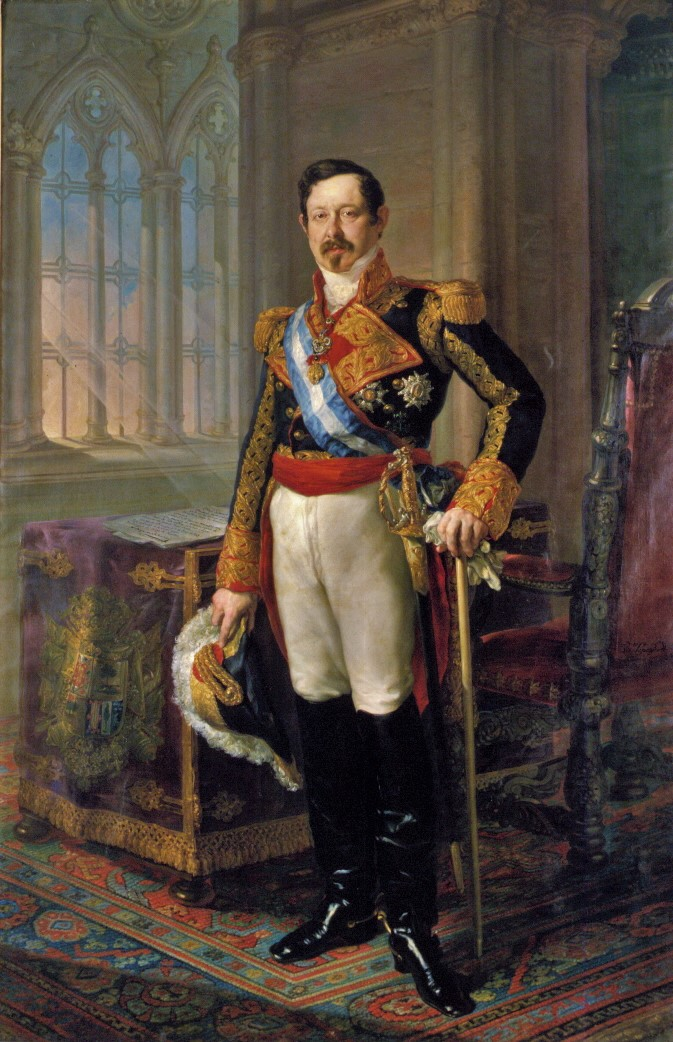
رامون ماريا نارفيز. صوره للرسام بيسنتي لوبيز في متحف الفنون الجميلة في برشلونة.

بعد نفى إسبارتيرو أصبح منصب الواصي على العرش شاغراً وساد البلاد حالة من الفوضى السياسية. في 23 من يوليو عاد خواكين ماريا لوبيز [الإنجليزية] للحكومة والذي أصدر بيان يُقر فيه بوصول الملكة إيزابيلا الثانية إلى السن القانوني لتولي العرش. حيث سعى لتحقيق تحالف بين التقدميين وتيار الوسط المعتدلين ولكنه فشل لأستحاله تحقيق ذلك، بسبب تدخلات الجيش في الحياة السياسية من جهه وتأثير المعتدليين على الملكة المراهقة من جهه أخرى، الذين أقنعوها بأن رامون ماريا ناربايز هو الشخص المناسب لإداره إسبانيا في هذه المرحلة.
وفي ال20 من نوفمبر تم تعيين أولوزاجا ساليستيانو [الإنجليزية] ممثلاً للتيار التقدمي بدلاً منه. ومع ذلك سرعان ما أخفق ولم ينال ثقه البرلمان بعد التهامات الباطله التي وجهها له المعتدلون الذين اتهموه إجبار الملكة لتشكيل الحكومة. وفي 5 من ديسمبر تم أستبداله بـ لويس جونساليس برافو رئيساً للحكومة، الذي استعاد نظام التشريعات المحلية لعام 1840، كما سعى لتكوين هيئة عسكرية وحرس مدني جديد. وعلى الرغم من إتخاذه بعض القرارات المتحفظة إلا أنه تم إقصاءه في 3 يناير عام 1844, وتولى التيار المُعتدل الحكومة برئاسة نارفيز.